# Содду, Убальдо
Убальдо Содду (итал. Ubaldo Soddu; 23 июля 1883 — 25 июля 1949) — итальянский военный деятель, генерал армии.

## Биография
Участник итало-турецкой и Первой мировой войн, за которые награждён двумя Серебряными медалями.
- С 1936 года — командующий 21-й пехотной дивизией «Гранатьери ди Сардена». Позже переведён в Рим и назначен заместителем начальника оперативного управления Генштаба.
- С 1939 по 1940 год — унтер-секретарь военного министерства Италии.
- В июне 1940 года назначен командующим Главным Генштабом — созданным для планирования военных операций на Балканах.
- В первых числах ноября — командующий группой армии «Албания» (сменил на посту генерала Себастьяно Висконти Праска).
- 12 ноября потерпел поражение от греческих войск. Итальянские войска оставили Грецию и часть Албании.
- 4 декабря выступил перед Муссолини о том, что ситуацию в Греции можно решить только политическим путём.

После этого 30 декабря был отстранён от командования и отозван в Рим, на его место был назначен генерал У. Каваллеро.